# ロイヤル・アンド・エンシェント・ゴルフ・クラブ・オブ・セント・アンドリュース

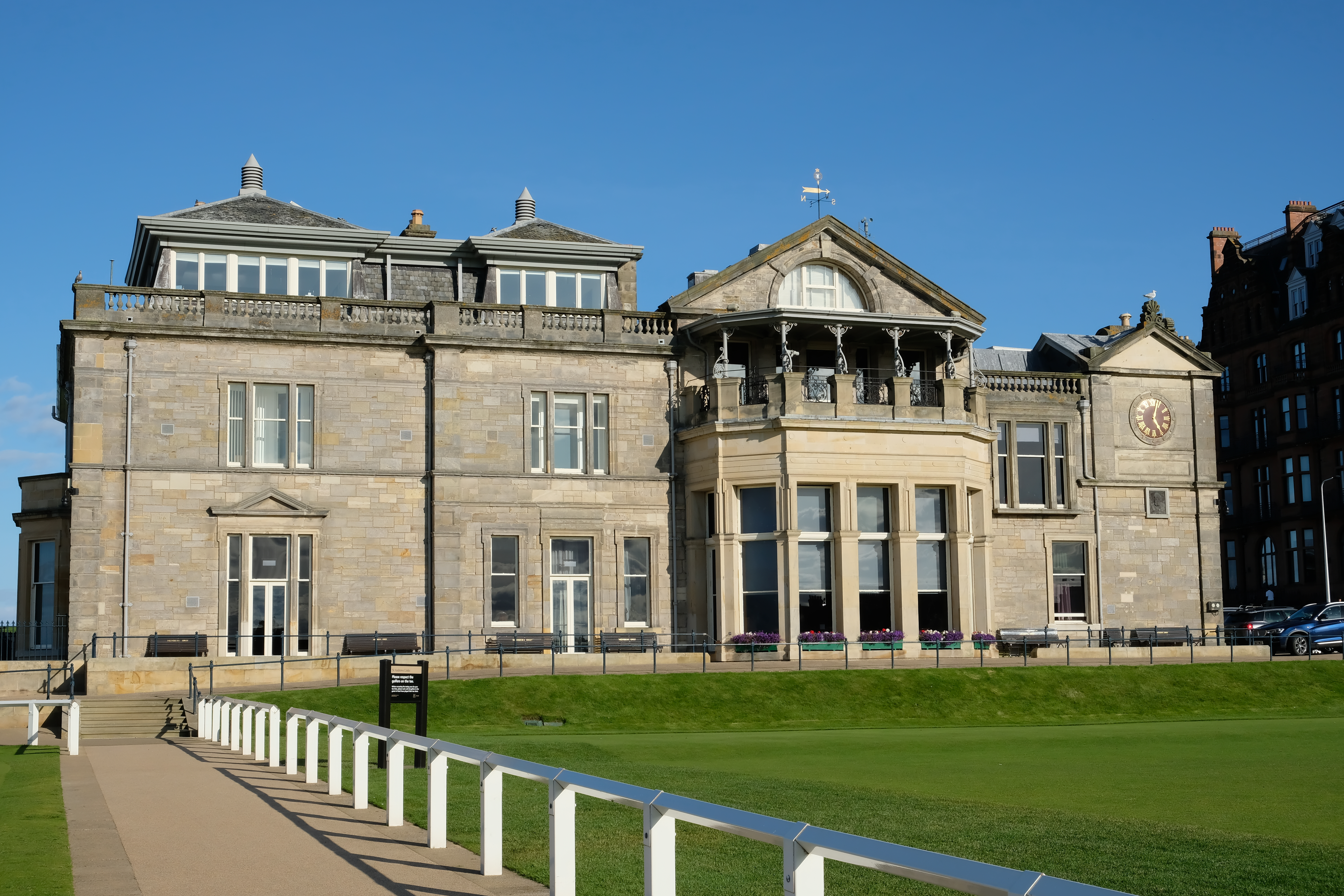
R&Aのクラブハウス

ロイヤル・アンド・エンシェント・ゴルフ・クラブ・オブ・セント・アンドルーズ（Royal and Ancient Golf Club of St Andrews）は、ゴルフ競技の世界的な総本山として知られるイギリス連合王国・スコットランド国・セント・アンドルーズに本部があるゴルフクラブ。

## 解説
ゴルフ競技はスコットランドが伝承とされるスポーツで、15世紀にはイングランドとの権力争いからゴルフ競技を禁止する命令が発したとされる。その当時のゴルフは現在の一般的なゴルフ競技に似たリンクスゴルフと、公園などのグラウンドゴルフに似たショートゲームという2つの試合方法が採用されていたが、その後1744年にエジンバラの「ジェントルマン・ゴルファーズ・オブ・リース」という世界初の競技団体が誕生。10年後の1754年にセント・アンドルーズにも団体が設立され、2004年にThe R&Aを分離独立。
R&Aはゴルフのルールを世界基準のものにして、1ラウンド18ホールズやクラブ、ボールなどの道具にも一定の基準を作成。名実ともにゴルフの総本山となった。
コースは5年に1度、男子プロゴルフ（PGAツアー及びDPワールドツアーメジャー大会）の全英オープン選手権大会の会場として使用されている他、一般市民にも年170ポンドで広く開放されている。

## 主催競技
R&Aは、2017年にレディース・ゴルフ・ユニオン（LGU）が統合されるまでは女子の大会は一切行っていなかった。その他国際ゴルフ連盟の一員としてアイゼンハワートロフィーを共催している。
- ジ・オープン・チャンピオンシップ（全英オープン選手権）
- AIG女子オープン（全英女子オープン）
- 全英シニアオープン
- ジ・アマチュア・チャンピオンシップ（全英アマチュアゴルフ選手権）
- ザ・ウィメンズ・アマチュア・チャンピオンシップ（全英女子アマチュア選手権）
- ジュニア・オープン選手権 - 2年に1回のジュニアのオープン選手権。
- 全英ジュニアアマチュアゴルフ選手権
- Boys Home Internationals（イングランド・スコットランド・ウェールズ・アイルランドとの地域対抗戦）
- 全英ミッドアマチュア選手権
- 全英アマチュアシニア選手権
- セント・アンドリュース・トロフィー
- ジャック・レグリーズ・トロフィー
- ウォーカーカップ（USGA共催）
- カーティスカップ（USGA共催）

## ゴルフ場
セント・アンドリュースのゴルフ場はオールドコースなど7つのコースから成り立ち、オールドコースは世界最古のゴルフ場としても知られている。